# Союз ісламських судів
Союз ісламських судів (сом. Midowga Maxkamadaha Islaamiga; араб. اتحاد المحاكم الإسلامية) — мусульманський повстанський рух у Сомалі. Формальним лідером угруповання тривалий час був колишній шкільний вчитель географії та колишній Президент Сомалі, Шаріф Ахмед.

## Зародження руху
З'явилися суди в середині 1990-х років на базі клану Хавійе (Hawiye), перший був створений у 1993 році в столичному районі Медини. За деякими даними, перший ісламський суд організував колишній сомалійський військовий шейх Хасан Дахир Авейс.
На початку свого існування, союз був зонтичною структурою, яка стихійно виникала на місцях функціонування судів, що застосовували закони шаріату. Союз швидко став великою бойовою силою. На піку своєї могутності він складався з 11 автономних судів, які завоювали симпатії мирного населення боротьбою із звірствами, розбоями, аморальністю і наркоторгівлею, для чого застосовувалися драконівські заходи. Вперше союз заявив про себе як про впливову військово-політичній силі в 1999 році, захопивши столичний ринок і стратегічну дорогу до столиці. Союз ісламських судів є рідкісним випадком виникнення повстанського руху із судової системи та формування повстанських загонів навколо судових установ.
У 2006 році, у результаті конфліктів з польовими командирами, які контролювали столицю країни Могадішо і об'єднаними в Альянс польових командирів, Союз ісламських судів поставив місто цілком під свій контроль, і з 5 червня по 28 грудня 2006 контролював його, чого до того не вдавалося ні одному угрупованню з кінця 80-х років. Далі Суди поширили свій вплив на північ і на південь від міста, і в рамках зони своєї експансії повністю припинили практику піратських набігів на наступні повз береги Сомалі суду, діючи при цьому надзвичайно жорстокими методами. У грудні 2006 року рух, що вступив у конфлікт з Перехідним федеральним урядом Сомалі, був розгромлений ефіопською армією, проте основна маса бойовиків перейшла в підпілля.
Головним наступником СІС став Аль Шабаб, який на той час контролював значну частину південного та центрального Сомалі.
На початку 2009 року Шаріф Ахмед як представник помірної течії в складі Судів, та був обраний президентом Сомалі, що трохи знизило напруження боротьби.

## Реформи
Союз ісламських судів наполягає, щоб на час молитов закривалися магазини, чайні та інші публічні заклади. Також вони вводять публічні покарання, у тому числі биття палицями за серйозні злочини, забороняють купання жінок на громадських пляжах Могадішоб, відповідно до шаріату.